# 편평도

편평도에 대해 설명한다.
"우주의 곡률"의 개념은 우주론에서 기본이다. 곡률이 없는 우주는 "편평한 공간" 또는 유클리드 공간이라고 부른다. 우주가 "편평한"이든 아니든 또는, 이것이 영원히 팽창할 것인지 아니든 또는, 최대한 자기 자신을 거꾸로 붕괴하든 아니든, 극한의 죽음을 측정할 수 있다. 우주나이의 기하학은 거의 편평함을 증명해주는 "WMAP"에 의해 측정할 수 있다. WMAP 5년 결과와 분석에 따르면 "WMAP는 우주가 편평함(임계밀도와 같은 우주에서의 에너지밀도를 따르는)을 측정했다. 이것은 오직 5.9 양성자/{\displaystyle m^{3}}와 같은 값을 갖는 9.9 ×{\displaystyle 10^{-30}g/cm^{3}}의 질량밀도와 같은 값이다". WMAP자료는 Ω = 1.02 +/- 0.02를 갖는 편평한 기하학과 일치 한다.

## 같이 보기
- 편평률